# ميدالية تشيرن
ميدالية تشيرن هي جائزة دولية تقديراً للإنجاز المتميز مدى الحياة على أعلى مستوى في مجال الرياضيات. تُمنح الجائزة في المؤتمر الدولي لعلماء الرياضيات (ICM)، الذي يعقد كل أربع سنوات.
سمي على شرف عالم الرياضيات الصيني الراحل شينغ شين تشيرن. الجائزة عبارة عن جهد مشترك بين الاتحاد الدولي للرياضيات (IMU) ومؤسسة ميدالية تشيرن (CMF) لمنحها بنفس الجوائز التي حصلت عليها جوائز IMU الثلاث الأخرى (ميدالية فيلدز، وجائزة نيفانلينا، وجائزة جاوس)، أي في حفل افتتاح المؤتمر الدولي لعلماء الرياضيات (ICM)، الذي يعقد كل أربع سنوات. كانت المناسبة الأولى في 2010 في حيدر أباد، الهند.
يتلقى كل مستلم وسامًا مزينًا بصورة تشيرن، وجائزة نقدية قدرها 250,000 دولار (دولار أمريكي)، وفرصة لتوجيه 250,000 دولار من التبرعات الخيرية إلى واحدة أو أكثر من المنظمات بغرض دعم البحث أو التعليم أو التواصل في الرياضيات.

## قائمة الفائزين
| السنة | الفائز          | الفائز | البلد            | السبب |
| ----- | --------------- | ------ | ---------------- | --- |
| 2010  | لويس نبيرغ      |        | الولايات المتحدة | "لدوره في صياغة النظرية الحديثة للمعادلات التفاضلية الإهليلجية الجزئية غير الخطية وتوجيه العديد من الطلاب وتهذيب بعض المستندات في هذا المجال" |
| 2014  | فيليب جريفيث    |        | الولايات المتحدة | "لتطويره الرائد والتحويلي للطرق المتعالية في الهندسة العقدية، خاصةً عمله الأساسي في نظرية هودج وفترات من الأنواع الجبرية"                      |
| 2018  | ماساكي كاشيوارا |        | اليابان          | "لإسهاماته البارزة والتأسيسية في نظرية التحليل والتمثيل الجبري التي استمرت على مدار 50 عامًا تقريبًا"                                           |
| 2022  | باري مازور      |        | الولايات المتحدة | "لاكتشافاته العميقة في الطوبولوجيا والهندسة الحسابية ونظرية الأعداد، وقيادته وكرمه في تكوين الجيل القادم من علماء الرياضيات"                  |